# Собакин, Александр Константинович
Александр Константинович Собакин (25.07.1912-03.11.1990)  — советский и узбекский геолог. Заслуженный геолог Узбекской ССР. Участник Великой Отечественной войны.
В 1960-е гг. — начальник Чаткальской геологоразведочной экспедиции треста «Ташкентгеология» Министерства геологии Узбекской ССР. Работы Чаткальской ГРЭ на редкие металлы расширили данные о флюоритоносности Саргардон-Шабрезской площади.
За успехи, достигнутые в выполнении заданий семилетки по развитию геологоразведочных работ, открытию и разведке месторождений полезных ископаемых указом Президиума Верховного Совета СССР от 4 июля 1966 года удостоен высокого звания Героя Социалистического Труда.

## Награды
- Орден Трудового Красного Знамени (1963)[7]